# Ispravljeni škotski obred
Ispravljeni škotski obred (fran. Rite écossais rectifié, skraćeno RER; engl. Rectified Scottish Rite), također poznat kao Ispravljeni sustav ili Rektificirani obred, kršćanski je slobodnozidarski obred i dodatni red s dugom i složenom poviješću. 
Njegovo utemeljenje započelo je 1778. godine na skupu u Lyonu, pod vodstvom Jean-Baptistea Willermoza, koji je bio glavni arhitekt ove reforme. Obred je formaliziran i dovršen na općem konventu u Wilhelmsbadu, kod Hanaua, 1782. godine. Nastao je kao reforma i restrukturiranje sustava Striktne opservancije, templarskog slobodnozidarskog reda koji se u sredinom 18. stoljeća proširio Njemačkom i Francuskom. Ispravljeni škotski obred izrazito je kršćanskog karaktera, te od svojih članova zahtijeva vjernost kršćanskoj vjeri i ispovijedanje vjere u Isusa Krista.
Obred ima šest stupnjeva, pri čemu su posljednja dva povezana s velikim prioratom. Njegova filozofska i duhovna osnova uključuje ezoterijske i mistične kršćanske utjecaje, posebice učenja Martineza de Pasquallyja, osnivača teozofske doktrine Élus Coënsa, kao i Louis-Claudea de Saint-Martina, čija je mistična misao duboko utjecala na obred.
Središnja simbolika i učenja Ispravljenog škotskog obreda bave se padom i ponovnim uspostavljanjem čovjekove izvorne nevinosti, što ga svrstava među moderne slobodnozidarske obrede, ali s jasnim naglaskom na duhovnu regeneraciju kroz kršćanska načela. Također, obred sadržava templarsku simboliku i elemente kršćanskog ezoterizma, čime se razlikuje od drugih slobodnozidarskih sustava.

## Povijest

### Unificiranje i ideološko oblikovanje
Ispravljeni škotski obred nastao je unutar slobodnozidarskog okruženja Francuske u 18. stoljeću. Ključnu ulogu u njegovu oblikovanju imao je Jean-Baptiste Willermoz, ugledni trgovac svilom iz Lyona, koji je u slobodno zidarstvo ušao 1750. godine, s navršenih 20 godina. Zahvaljujući svojoj posvećenosti i organizacijskim sposobnostima, brzo je napredovao u hijerarhiji, te je 1763. godine postao tajnik, čuvar pečata i arhiva Velike lože Lyona.
Godine 1767. Willermoz je stupio u kontakt s Martinezom de Pasquallyjem, tajanstvenim okultistom i mistikom, koji ga je inicirao u svoj Red viteških masona izabranih svećenika svemira (Ordre des Chevaliers Maçons Élus Coëns de l'Univers). Willermoz je postao odan učenik Pasquallyjevih učenja, koja su uključivala ezoterijske obrede i ritualnu magiju Elus Cohensa, čiji je cilj bio uspostaviti komunikaciju s anđeoskim bićima i obnoviti izgubljeni božanski status čovjeka. Tijekom sljedećih godina, Willermoz je u Lyonu vodio rozenkrojcerske studijske skupine i masonske organizacije, u koje je inkorporirao Pasquallyjeve obrede. Njegov daljnji rad na povezivanju mističnih i slobodnozidarskih tradicija doveo je do razvoja Ispravljenog škotskog obreda, koji je postao sinteza slobodnozidarskih, kršćansko-mističnih i ezoterijskih elemenata.
Ispravljeni škotski obred formalno je unificiran na Općem konventu u Wilhelmsbadu, kod Hanaua, 1782. godine, pod predsjedanjem vojvode Ferdinanda od Brunswick-Lüneburga, koji je na završetku konventa postao veliki meštar Reda. Na konventu su sudjelovala trideset i šestorica delegiranih slobodnih zidara iz različitih dijelova Europe, a radovi su trajali od 16. srpnja do 1. rujna. S obzirom na to da su se rasprave vodile na francuskom i njemačkom jeziku, imenovana su dva tajnika koji su bilježili dokumente i odluke, pri čemu je za frankofoni dio bio zadužen Jean-Baptiste Willermoz. Priprema za ovaj konvent uključivala je dvanaest nacionalnih i regionalnih prethodnih konvenata, među kojima su Konvent u Kolhou u Lužici (1772.), Konvent u Braunschweigu (1775.) i Konvent Galia u Lyonu (1778.).
Na Općem konventu Wilhelmsbada reformirana je teritorijalna struktura obreda, koja je prethodno bila preuzeta iz sustava Striktne opservancije. Nova organizacija podijeljena je u devet provincija, pri čemu je svaka imala prefekturu na vrhu, nazvanu "veliki priorat". Najvažnija odluka donesena na konventu bila je potpuno napuštanje templarskog nasljeđa, čime se Red distancirao od dotadašnje povezanosti sa srednjovjekovnim templarskim tradicijama. Također su u potpunosti unificirani rituali prva tri simbolička stupnja, dok je četvrti stupanj dodatno oblikovan, uključujući i određene elemente iz Reda Elus Cohens. Unatoč ambicioznim reformama, mnoge odluke donesene na konventu nisu odmah implementirane. Posebno su značajne bile dvije planirane reforme, i to Slobodnozidarski kodeks ujedinjenih i ispravljenih loža Francuske, poznat kao Lionski kodeks (Code de Lyon), kao i Opći kodeks propisa Reda vitezova dobročinitelja Svetog grada (Code Général des règlements de l’Ordre des C.B.C.S.), koji je potekao iz Konventa Galia. Ove su reforme služile kao temelj za daljnju unifikaciju, a njihova završna verzija – Slobodnozidarski kodeks loža ujedinjenih pod Ispravljenim škotskim obredom, tzv. Wilhelmsbadski kodeks (Code de Wilhelmsbad) – trebala je biti potvrđena na nekom budućem općem konventu, no zbog Francuske revolucije taj konvent nikada nije održan. Većina masonskih loža bila je zatvorena tijekom Jakobinske diktature (1793. – 1794.). Iako su neke ispravljene lože uspjele opstati, obred je doživio značajan pad i nikada nije uspio povratiti svoju nekadašnju snagu i utjecaj.
Jean-Baptiste Willermoz nastavio je s radom na unificiranju, a inačice rituala koje je izradio smatraju se prvom službenom inačicom obrednih tekstova. Tijekom narednih desetljeća rituali su prošli kroz nekoliko revizija. Prva 1787. godine, nakon susreta s Madame de Vallière, pobornicom doktrine Franza Mesmera i spiritizma, Willermoz je izmijenio rituale, čime je nastala druga verzija obreda (oko 1788.). Sljedeće revizija bila je 1808. godine kada je prilikom "ispravljanja" lože "Centar prijatelja" (Loge Le centre des amis) u Lyonu izrađena treća inačica rituala, koja je uključivala alkemijske elemente. Oko 1820. godine, pred kraj života, Willermoz je još jednom revidirao rituale, čime je nastao četvrti i posljednji obredni korpus.
Dana 14. kolovoza 1779. osnovana je prefektura u Zürichu, koju je na Konventu Wilhelmsbada predstavljao francuski pisac i političar Frédéric-Rodolphe Saltzmann. Na ovom konventu Zürich je uzdignut na razinu Velikog priorata Helvetije, što će se pokazati ključnim za očuvanje Ispravljenog škotskog obreda nakon njegova gašenja u Francuskoj tijekom 19. stoljeća.

### Oživljavanje u 20. stoljeću
Tijekom 1910-ih godina, među određenim francuskim slobodnim zidarima ponovno se pojavilo zanimanje za obnovu Ispravljenog škotskog obreda, kao alternativa sekularizmu Velikog orijenta Francuske. Pod vodstvom francuskog liječnika Camillea Savoirea, 1913. godine je, uz odobrenje Velikog priorata Helvecije, ponovno uspostavljena ispravljena Loža "Centar prijatelja". Ovaj događaj označio je ključni korak u ponovnom uvođenju Ispravljenog obreda u Francusku.
Potpuni preporod obreda dogodio se tek 1935. godine, kada je 20. i 23. ožujka, u Prefekturi Ženeva, u hramu u Neuilly-sur-Seine, Veliki priorat Helvetije službeno obnovio Ispravljeni škotski obred. Tom prilikom osnovan je Veliki priorat Galije, na čijem je čelu bio Camille Savoire.
Ovo ponovno oživljavanje obreda dovelo je do osnivanja nekoliko novih velikih loža koje su prakticirale Ispravljeni škotski obred. Među njima su Nacionalna velika loža Francuske, osnovana 1913. godine, kao i Velika nacionalna loža Francuske "Opera", osnovana 1958. godine. Ove velike lože odigrale su važnu ulogu u širenju i očuvanju Ispravljenog škotskog obreda u modernom vremenu.

### Suvremeno razdoblje
S vremenom su se u Francuskoj pojavile brojne podjele unutar Ispravljenog škotskog obreda, uzrokovane različitim tumačenjima rituala, značenja korištenih riječi te administrativne strukture obreda. Zbog tih razilaženja, danas u Francuskoj djeluje više od petnaest različitih struktura povezanih s ovim obredom.
Neke od tih organizacija djeluju unutar velikih loža, dok druge nastavljaju rad kroz neovisne obredne strukture. Osim toga, određene grupe koje su proizašle iz ponovne izgradnje obreda u Francuskoj održale su posebne konvente kako bi prilagodile rituale suvremenom dobu, mijenjajući određene tekstove, uvodeći rodnu ravnopravnost i druge prilagodbe. Tako danas istodobno djeluje više nacionalnih struktura, ali i više "Pokrajina Burgundije" ili "Pokrajina Auvergne", koje često potječu iz istih izvornih loža. Iako su hijerarhijske strukture ovih provincija međusobno poznate, ne priznaju se uvijek međusobno kao legitimni nastavljači obreda. Unatoč tim podjelama, proces međusobnog priznavanja nekih struktura ipak je započeo. To je službeno potvrđeno 6. prosinca 2008. godine, kada su nekoliko velikih priorata u Francuskoj u dvorani Konklava u Papinskoj palači u Avignonu potpisali protokol o dobrom postupanju i zajedničku povelju, čime su postavili temelj za buduću suradnju.
U međuvremenu, slobodni zidari iz belgijskih loža, organizirani unutar obredne strukture, ponovno su proučili i kodificirali pravila obreda na temelju odluka Konventa Wilhelmsbada. Njihov rad doveo je do ponovnog otkrića Wilhelmsbadskog kodeksa 2009. godine, koji su zatim primijenili u svojoj strukturi.

## Suština obreda
Ispravljeni škotski obred je slobodnozidarski, a potom i viteški obred kršćanske suštine, pri čemu je njegovo kršćanstvo definirano kao "transcendentno" i adogmatsko. Neki autori ga nazivaju "prvotnim kršćanstvom", što dovodi do različitih tumačenja izraza "sveta kršćanska religija", koju Red navodno ispovijeda.
Ovisno o strukturi koja prakticira ovaj obred, njegovo kršćansko učenje može se strogo pridržavati koncilskih dogmi ili jednostavno pozivati na vjeru u Presveto Trojstvo, Utjelovljenje Riječi i dvostruku prirodu "Božanskog Otkupitelja". No, francuski povjesničar Roger Dachez naglašava da je obred u svojoj biti jednostavno kršćanski, bez potrebe za dodatnim kvalifikacijama, podsjećajući da se "Unutarnji red" sam definira kao "kršćanski red".
Obred se sastoji od različitih ritualnih verzija za svaki stupanj, čiji izvori potječu iz 1782., 1788., 1808. i 1820. godine, ili su kasnije prilagođeni. Također uključuje i "kodeks", bilo Lionski kodeks ili Wilhelmsbadski kodeks", kao i slobodnozidarsko pravilo poznato kao "pravilo u devet točaka".
Povjesničari primjećuju da je Konvent Wilhelmsbad (1782.) utemeljio kodeks i masonske rituale inspirirane već postojećim inicijatskim sustavima, posebno:
- Red viteških masona izabranih svećenika svemira (Ordre des Chevaliers Maçons Élus Coëns de l'Univers) Martineza de Pasquallyja, čiji je učenik bio Jean-Baptiste Willermoz. Ovaj red je zasnovan na djelu Rasprava o reintegraciji bića (Traité de la Réintégration des Êtres) i Lionskim lekcijama (Leçons de Lyon, 1774. – 1776.).
- Templarska striktna opservancija, koju je osnovao barun von Hund, a koja se iz Njemačke sredinom 18. stoljeća proširila Europom kroz templarske pokrajine. Willermoz je bio u korespondenciji s barunom von Hundom i prisustvovao različitim konventima povezanima s tim obredom.[28]
- Škotsko slobodno zidarstvo, koje je u to doba bila vrlo cijenjeno u Francuskoj i koje je uključivalo različite visoke stupnjeve, premda njihova organizacija tada još nije bila u potpunosti formalizirana.
- Ivanovsko slobodno zidarstvo s tri osnovna stupnja (učenik, pomoćnik, majstor), kakva se prakticirala u francuskom slobodnom zidarstvu masoneriji, posebice unutar Velikog orijenta Francuske, ono što će kasnije postati Francuski obred.
- Rituali Švedskog obreda, koji su također utjecali na razvoj obreda.[19]
- Rituali Velikog orijenta Nizozemske, koji su imali svoje specifičnosti.[19]
- Rituali njemačkog slobodnog zidarsva, koji su pridonijeli oblikovanju određenih obrednih elemenata.[19]

## Struktura stupnjeva
Struktura stupnjeva je podijeljena u četiri klase, dvostruku vitešku klasu i dvije takozvane "tajne" klase. Ispravljeni škotski obred strukturiran je kako slijedi: 
- Lože sv. Ivana (plave)
  - 1° – učenik
  - 2° – pomoćnik
  - 3° – majstor
- Lože sv. Andrije (zelene), odnosno kapitelski stupnjevi
  - 4° – škotski majstor sv. Andrije (fran. Maître écossais de Saint-André; engl. Scotch Master)
- Unutarnji red (Ordre intérieur; Inner Order)
  - 5° – štitonoša iskušenik (Ecuyer Novice; Squire Novice)
  - 6° – vitez dobročinitelj Svetog grada (Chevalier bienfaisant de la Cité sainte; Knight Beneficent of the Holy City) – koristi se i oznaka CBCS.
- Tajni razred (Classe secrèten; Secret Classes)[e]
  - (7°) – zavjetovani vitez (Chevalier-Profès; Professed Knight)
  - (8°) – veliki zavjetovani vitez (Chevalier-Grand Profès; Grand Professed Knight)

## Simbolika i filozofija obreda

### Ritual i simbolika
Rituali i mitologija Ispravljenog škotskog obreda temelje se na obnovi Salomonova hrama, koji služi kao alegorija obnove izvorne ljudske savršenosti. Obred obiluje simbolikom vezanom uz kralja Salomona, a od kandidata se zahtijeva ispovijedanje kršćanske vjere.
Stupnjevi unutar obreda prate metaforičko putovanje inicijanta od tame prema svjetlu. Simbolične lože su strukturno oblikovane prema predodžbi Salomonova hrama, dok se molitve upućuju Isusu Kristu i Velikom arhitektu Svemira.
Središnji mit obreda bavi se gubitkom čovjekovog izvornog stanja božanske milosti i jedinstva s Bogom. Kroz inicijaciju i duhovni razvoj, slobodni zidar nastoji ponovno zadobiti svoju prvu nevinost i približiti se božanskoj reintegraciji. Ova mitološka i simbolička struktura povezuje judeo-kršćanski ezoterizam, okultizam i mistično kršćanstvo, stvarajući jedinstven duhovni sustav.

### Filozofija i učenja
Filozofija Ispravljenog škotskog obreda usmjerena je na pad čovjeka iz njegova prvobitnog uzvišenog stanja i mogućnost povratka toj izvornosti. Učenja obreda ukorijenjena su u kršćanskoj teologiji i nastoje čovjeka ponovno dovesti u sklad s Bogom. Prema doktrini obreda, ljudski rod je prvotno postojao u "Prvotnom stanju slave", obilježenom potpunom nevinosti, besmrtnošću i blaženstvom. Čovjek je tada živio u izravnom zajedništvu s Bogom, stvoren na Njegovu sliku i priliku. No, skretanjem s božanskog puta, došlo je do pada, zbog kojeg je izgubio svoju sličnost s božanskim likom. Pali čovjek tako živi u okovima intelektualne i duhovne "smrti", odvojen od Boga i protjeran iz Istoka, odakle svjetlost zrači.
Obred poučava da čovjek može ponovno zadobiti svoje izvorno stanje kroz inicijaciju, unutarnji rad i, konačno, božansku milost. Slobodnozidarska potraga prikazana je kao "ponovno otkrivanje puta koji može vratiti čovjeka u njegovo Prvotno stanje i obnoviti mu prava koja je izgubio". Međutim, čovjek ne može postići tu obnovu samostalno – potrebna mu je posrednička uloga "božanskog Otkupitelja", jedinog koji može pomiriti ljudski rod s Bogom.
Ova temeljna učenja bila su snažno inspirirana okultnom teurgijskom teologijom Martineza de Pasquallyja, mističnim kršćanstvom Louis-Claudea de Saint-Martina te sintezom Jean-Baptistea Willermoza, koji je ta učenja povezao sa salomonskom mitologijom. S vremenom je kršćanski karakter obreda postajao sve izraženiji, čineći ga jedinstvenim spojem ezoterijske teologije, mistike i slobodnozidarske simbolike.

## Rasprostranjenost
Ispravljeni škotski obred djeluje na područjima nadležnosti sljedećih regularnih velikih loža temeljem potpisanih konkordata:
- Velika loža "Alpina" Švicarske → Neovisni veliki priorat Helvetije (1779.)[32]
  -  Nacionalna velika loža Rumunjske
  -  Ujedinjene velike lože Njemačke
- Regularne velike lože u SAD-u → Veliki priorat Amerike (1934.)
- Ujedinjena velika loža Engleske → Veliki priorat Svetog grada Engleske i Walesa (1937.)[33]
- Regularna velika loža Belgije → Veliki priorat Belgije i njegove prefekture Australije (1986.)[34]
  -  Regularne velike lože u Australiji
- Legalna/Regularna velika loža Portugala → Neovisni veliki priorat Portugala (1995.)
- Nacionalna velika loža Togoa → Veliki priorat Toga (1999.)
- Nacionalna velika loža Francuske → Ispravljeni veliki priorat Francuske (2002.)[35]
- Regularne velike lože u Brazilu → Veliki priorat Brazila (2008.)
- Velika loža Španjolske → Ispravljeni veliki priorat Španjolske (2008.)
- Velika loža Austrije → Ispravljeni veliki priorat Austrije (2014.)[36]
- Velika loža Benina → Veliki priorat Benina (2019.)
- Velika loža Obale Bjelokosti → Veliki priorat Obale Bjelokosti

Ispravljeni škotski obred djeluju na područjima kontinentalnih velikih loža:
- Veliki orijent Francuske → Veliki neovisni priorat Francuske[37]
- Velika ženska loža Francuske → Veliki ženski priorat Francuske[38]
- Velika tradicionalna loža Francuske → Veliki ispravljeni priorat Francuske[39]
- Veliki priorat Galije[40]
- Veliki suvereni priorat Francuske[41]
- Veliki ispravljeni priorat Španjolske[42]
- Veliki priorat Španjolske[43]
- Veliki orijent Švicarske → Veliki neovisni ispravljeni priorat Švicarske[44]
- Veliki ispravljeni priorat Italije[45]
- Veliki priorat Španjolske, Bolivije i Meksika[46]